# Kiyoto Koga
Kiyoto Koga (ur. czerwiec 1910, zm. 16 września 1938) – pilot Sił Powietrznych Cesarskiej Japońskiej Marynarki Wojennej, pierwszy as myśliwski japońskiej marynarki wojennej. W 1937 w czasie trwania drugiej wojny chińsko-japońskiej zestrzelił trzynaście samolotów nieprzyjaciela.

## Życiorys
Kiyoto Koga urodził się w prefekturze Fukuoka w czerwcu 1910. W wieku 17 lat wstąpił do Japońskiej Cesarskiej Marynarki Wojennej, w maju 1931 został pilotem myśliwskim.
W lipcu 1937 został przydzielony do 13 Grupy Powietrznej stacjonującej w Szanghaju, pierwszą walkę powietrzną stoczył 19 września zestrzeliwując dwa samoloty Curtiss Hawk należące do Chińskich Sił Powietrznych. Trzy dni później zestrzelił dwa następne Hawki, a 24 września został pierwszym asem myśliwskim Cesarskiej Marynarki Wojennej zestrzeliwując piąty samolot, tym razem myśliwiec produkcji radzieckiej I-16. 2 września nad Nanchangiem zestrzelił samolot bombowy, a 9 września także nad Nanchangiem trzy myśliwce I-16.
Łącznie w 1937 Koga zestrzelił jedenaście myśliwców i dwa bombowce. 31 grudnia 1937 admirał Kiyoshi Hasegawa wyróżnił Kogę w rozkazie dziennym i równocześnie awansował go do stopnia chorążego. Wszystkie zwycięstwa odniósł w samolocie typu Mitsubishi A5M.
Koga zmarł 16 września 1938 w wyniku obrażeń jakie odniósł dzień wcześniej w wypadku podczas nocnych ćwiczeń.